# VEF I-14
VEF I-14 là một mẫu thử nghiệm máy bay huấn luyện của Không lực Latvia.

## Thiết kế
I-14 là một máy bay đơn tầng cánh một chỗ ngồi thiết kế bởi Kārlis Irbītis, có càng đáp cố định, và dùng động cơ Menasco B6S Buccaneer 200 sức ngựa.

## Lịch sử hoạt động
Ngày 19 tháng 11 năm 1937, I-14 có chuyến bay đầu tiên và đến ngày 23 tháng 4 năm 1938, máy bay bị phá hủy.
1. 1 2  (Zulis@aol.com), Gunars David Zulis - Copyright 2004. "VEF Irbitis I-14". latvianaviation.com. Bản gốc lưu trữ ngày 24 tháng 10 năm 2018. Truy cập ngày 19 tháng 2 năm 2017.{{Chú thích web}}:  Quản lý CS1: tên số: danh sách tác giả (liên kết)